# Джило Понтекорво
Джило Понтекорво (на италиански: Gillo Pontecorvo) е италиански филмов режисьор. 

## Биография
Роден е в Пиза в богато еврейско семейство. Неговите родители Масимо и Мария Понтекорво са сред най-богатите членове на еврейската общност в града (Масимо Понтекорво и братята му са управлявали мрежа от текстилни фабрики, основана от баща им Пелегрино Понтекорво). Брат е на съветския физик Бруно Понтекорво и британският генетик Гуидо Понтекорво.
В периода 1941 – 1956 г. е член на Италианската комунистическа партия, която напуска след потискането на унгарското въстание, оставайки марксист.
Неговият син Марко Понтекорво става оператор, режисьор и сценарист.

## Избрана филмография

### Режисьор
| година | филм | оригинално заглавие | бележки |
| ------ | ---- | ------------------- | ------- |
| 1959   | Капо | Kapò                |         |